# Alexander Alexandrowitsch Wischnewski

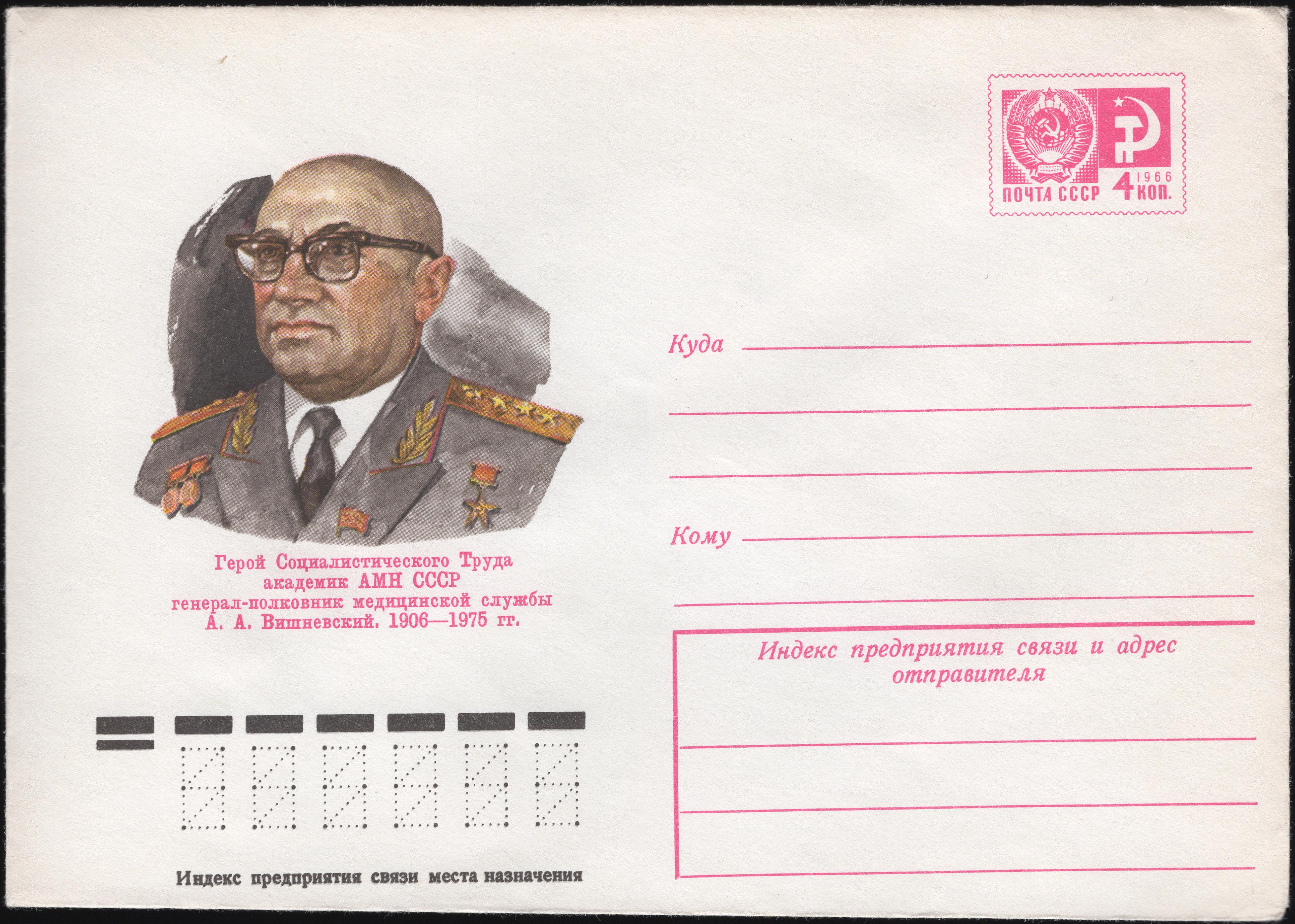
Wischnewski als Held der sozialistischen Arbeit auf einer von Peter Bendel gestalteten Postkarte

Alexander Alexandrowitsch Wischnewski (russisch Алекса́ндр Алекса́ндрович Вишне́вский; * 13. Maijul. / 26. Mai 1906greg. in Kasan; † 19. Dezember 1975 in Moskau) war ein sowjetischer Chirurg ukrainischer Abstammung, Mitglied der Akademie der medizinischen Wissenschaften der UdSSR (1953), verdienter Wissenschaftsmitarbeiter der RSFSR (1956), Generalleutnant (1963) und später Generaloberst (1966) des Sanitätsdienstes und Held der sozialistischen Arbeit (1966). Wischnewski führte im Jahre 1953 erstmals eine Herzchirurgie mit Lokalanästhesie durch. Er gilt als Pionier der Bypassoperationen sowie von Herz- und Lungentransplantationen in der Sowjetunion.
Als Sohn von Alexander Wassiljewitsch Wischnewski arbeitete er die neuen Methoden in Bezug auf die Behandlung von Schusswunden an der Ostfront des Zweiten Weltkrieges sorgfältig aus. Später erhielt Wischnewski mehrere sowjetische sowie ausländische Auszeichnungen und Preise.

## Werke
- Selected works on surgery and adjacent branches, vol. 1–2 (Избранные работы по хирургии и пограничным областям. Т. 1–2. М., 1970).
- Surgeon's Diary. The Great Patriotic War 1941–1945, 2nd ed. (Дневник хирурга. Великая Отечественная война 1941–1945 гг. Изд. 2-е. М., 1970).
- Tagebuch eines Feldchirurgen. Militärverlag der DDR, Berlin 1978.